# Фэджет
Фэджет (рум. Făget) — город в Румынии, в жудеце Тимиш.
Занимает площадь в 145 км². Население (2007) — 7252 человека.
Первое документальное упоминание о городе относится к 1548 году.

## Известные уроженцы
- Биану, Ион (1856—1935) — румынский учёный, лингвист, библиограф.